# Metropolia di Jaroslavl'

Localizzazione dell'oblast' di Jaroslavl'.

La metropolia di Jaroslavl' (in russo Ярославская митрополия?) è una delle province ecclesiastiche che costituiscono la Chiesa ortodossa russa.
Istituita dal Santo Sinodo il 15 marzo 2012, comprende l'intera oblast' di Jaroslavl' nel circondario federale centrale.
È costituita da 3 eparchie:
- Eparchia di Jaroslavl'
- Eparchia di Rybinsk
- Eparchia di Pereslavl'

Sede della metropolia è la città di Jaroslavl', il cui eparca ha il titolo di "Metropolita di Jaroslavl' e Rostov".